# Scheloribates obsessus
Scheloribates obsessus är en kvalsterart som beskrevs av Subías 2004. Scheloribates obsessus ingår i släktet Scheloribates och familjen Scheloribatidae. Inga underarter finns listade i Catalogue of Life.